# У крутого яра
«У крутого яра» — советский короткометражный фильм 1961 года, ВГИКовская дипломная работа студентов Киры Муратовой и Александра Муратова.
Экранизация одноимённого рассказа Гавриила Троепольского.

## Сюжет
История о том, как молодой сельский парень Сеня, очень любящий природу, вызвался убить угрожающую колхозному стаду волчицу с выводком.

Место действия — деревня. Пространство фильма простиралось в лес неподалеку от изб и просёлочной дороги.

## В ролях
- Валерий Исаков — Сеня Трошин
- Марчелла Чеботаренко — Маша, его жена
- Виктор Маркин — Костя
- Георгий Светлани — Гурей
- Пётр Любешкин — Алексей Степанович, председатель колхоза
- Владимир Иванов — Корней Петрович
- Александр Титов — Фомич, хромой колхозник
- Валерий Носик — колхозник
- Лариса Буркова — колхозница
- Кира Муратова — машинистка
- Александр Потапов — колхозник

## Литературная основа
Фильм снят по одноименному рассказу писателя Гавриила Троепольского, рассказ впервые был опубликован в № 4, 9 журнала «Новый мир» за 1954 год, через два года вошёл в одноимённый сборник писателя вышедший в издательстве «Советский писатель». Это один из известных рассказов будущего автора повести «Белый Бим Чёрное ухо».

Но вот мне попался в руки совсем другого сорта рассказ Троепольского, «У Крутого Яра», и прочитал я его мало сказать с удовольствием — с наслаждением. Отбросил автор в сторону тяжкую обязанность во что бы то ни стало смешить людей, стал писать просто, как пишется, — и полились из души и чудесные пейзажи, и живая человеческая речь, и хорошие, светлые чувства. И всё это в нехитром по замыслу рассказе — об охоте на волков.— Валентин Овечкин, журнал «Новый мир», № 12, 1955

Рассказ «У Крутого яра» — о таком вот обычном и редком человеке со светлой душой. Проста фабула рассказа: человек собирается выследить матерую волчицу, разыскать логово, чтобы уничтожить хищников, иначе — серьезные убытки понесёт колхоз. Но охота — только внешняя, событийная сторона рассказа, написанного в лучших традициях русской прозы.— журнал «Наш современник», 1985
Как позже вспоминал Александр Муратов, писатель вообще не вмешивался в работу над сценарием и фильмом, сценарий был написан очень близко к тексту — за исключением финала:

Сценарий мы написали на основе рассказа Г. Троепольского «У Крутого Яра». Сельский парень, молодожён, вместо того, чтобы проводить свободное от работы время с молодой женой, бродит по лесам, любуется природой… Рассказ не тянул на глубокий фильм. И главным образом по нравственному началу. Хорош был любитель природы, который весьма зверски перестрелял волков. Мы, почти не трогая фабулу, изменили финал. Не потому Сеня пошел на волков, что хотел убить их для колхозной пользы, а потому, что затравили его односельчане. Затравили непониманием его любви к природе. Он воспользовался волками, как поводом, чтобы беспрепятственно (без попреков и осмеяния) целый месяц ходить в лес. В конце концов он убивает волков. И когда привозит их на сельскую площадь, то с ненавистью смотрит на односельчан, вынудивших его расправиться с животными. А волчат они с женой забирают к себе и фотографируются вместе с ними. Этой фотографией под шарманочную мелодию Олега Каравайчука и заканчивается фильм. Никто в общем — то не заметил наш мини-нонконформизм, и фильм был принят прекрасно. Но именно тогда мы обрели вкус к отступлению от общепринятых взглядов.

## О фильме
Место съёмок — подмосковная деревня Мамонтово, недалеко от города Глухово Ногинского района (на этой натуре снимались многие фильмы выпускников ВГИКа).
Это второй фильм Киры Муратовой, ВГИКовская дипломная работа, снятая после курсовой работы — фильма «Весенний дождь», художественный руководитель фильма — С. А. Герасимов, но, фильм снимался не на учебной студии ВГИКа, а на только что созданной Герасимовым при Киностудии им. Горького Молодёжной студии малых форм, став одним из первых фильмом этой студии.

## Критика
Как отметил киновед Сергей Кудрявцев, несмотря на то, что фильм снят Кирой Муратовой вместе с мужем, это именно её режиссёрская работа: «к моему удивлению, уже там содержались примеры её личного, фирменного, муратовского стиля». А киновед Зара Абдуллаева заметила, что в этой дипломной работе «зарождался необычный лиризм муратовской режиссуры».

Муратовские слух и зрение, определившие выбор мотивов ее киномира, намечаются «У крутого яра» совсем простодушно. Когда жена слепца называет охотника «чудным», Муратова, конечно, не объявляет родословную будущих своих чудиков, но слово это, возможно, оседает в сознании режиссера.